# El Paraíso, Ayutla de los Libres
El Paraíso är en ort i Mexiko.   Den ligger i kommunen Ayutla de los Libres och delstaten Guerrero, i den södra delen av landet, 280 km söder om huvudstaden Mexico City. El Paraíso ligger 1 057 meter över havet och antalet invånare är 558.
Terrängen runt El Paraíso är lite bergig. Runt El Paraíso är det ganska glesbefolkat, med 29 invånare per kvadratkilometer. Närmaste större samhälle är Ayutla de los Libres, 10,7 km väster om El Paraíso. I omgivningarna runt El Paraíso växer huvudsakligen savannskog.